# Русалка Дністровая
«Руса́лка Дністрова́я» — перший український фольклорно-літературний альманах народною мовою, виданий у м. Буда (з 1873 Будапешт) у 1837 році силами членів гуртка «Руська трійця» Маркіяном Шашкевичем, Яковом Головацьким та Іваном Вагилевичем. Надрукована азбукою «гражданка», фонетичним правописом.
Містить українські народні пісні з передмовою І. Вагилевича, веснянки, колядки, твори М. Шашкевича, І. Вагилевича, Я. Головацького; переклади сербських народних пісень та уривків із «Краледворського рукопису» В. Ганки; анотований покажчик давніх рукописів бібліотеки василіанського Свято-Онуфріївського монастиря у Львові; українську грамоту 1424 року та рецензію М. Шашкевича на фольклорний збірник Й. Лозинського «Руське весілля».

## Історія створення
Передувала альманахові рукописна поетична збірка «Син Русі», укладена близько 1833 за ініціативою та участю М. Шашкевича вихованцями Львівської греко-католицької духовної семінарії.
Основну частину коштів на видання альманаху пожертвував Микола Верещинський.

## Зміст альманаху
У передмові («Передслів'я», с. III—VI.) альманаху підкреслена краса української народної мови та народної словесності, поданий список найважливіших наддніпрянських літературних та фольклорних видань того часу. Передмова подана без підпису, проте приписується Маркіяну Шашкевичу.
Передмова закінчується словами вдячності людям, які спричинилися до підготовки і появи цієї книжки. На першому місці: «Поклонися, Русалко наша, низько Всечесному Сподареві Миколі Верещинському, що тобі звелів зродитися…»
Далі матеріал розташований у чотирьох частинах:

### Пісні народні
Фольклористичну частину «Пісні народні» відкриває наукова розвідка Івана Вагилевича (підписаний як Далибор Вагилевич) «Передговор. К народним руським пісням» (с. IX—XX). Розділ «Пісні народні» поділений на підрозділи «I. Думи і думки» та «II. Обрядові пісні».

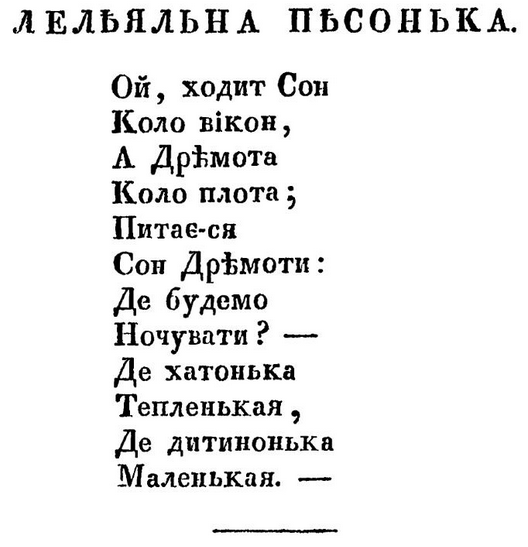
Фрагмент сторінки 35

I. Думи і думки:
«Ой поїхав Романонько…», с. 1—5. «Чому кури не пієте…», с. 5—7. «Гей попід гай зелененький…», с. 7—11. «В славнім місті городі там була вдова…», с. 11—15. «Гонять, мамко, на сторожу…», с. 15—18. «Ой Морозе, Морозине, преславний козаче…», с. 18—19. «Ой поїхав Івасенько сім літ на війну…», с. 19—21. «Брат із сестрою по риночку ходить…», с. 21—22. «Он в зеленім городочку…», с. 22—23. «Ой цілий день Кременюшка ані їв, ані пив…», с. 23—25. «Коли турки воювали…», с. 25—26. «А в неділеньку рано стала нам ся новина…», с 26—27. «Вийду я, вийду в садок вишневий, стану си задумаю…», с. 27—28. «Ой є в полі два дуби….», с. 28—30. «Ой там при долині, ой там при потоці…», с. З0—31. «Ой в саду зеленім зазуля кувала…», с. 31—32. «Уже Івасенькові в намастиреньку звонять…», с. 32—33. "Ой вилетів сокіл та з ліса на поле…"кс. 33—34. «Насунула хмара з Підгір'я…», с. 34—35. Леліяльна пісонька. («Ой ходить сон коло вікон…»), с. 35.
II. Обрядові пісні.
1. Колядки. (Від Калуші, зібрав Д. Вагилевич): «Ойі у садоньку павоньки ходять…», с. 36—37. «А з гори, з долу вітер повівав…», с. 37—38 «Та вже ж до тебе в рік біг приходить…», с. 38—39. «Ой в горі, в горі, в шовковій траві…», с. 39—40. "Ой рано, рано куронькн піли.. ", с. 40. «Ой із-за гори, за зеленої…», с. 41. «Була в батенька нова світлонька…», с. 41 — 42.
2. Гагілки. (Від Золочева): «Воротаре, воротаре…», с. 42—43. «Ой Данчику, Білоданчику…», с. 43. «Ой ніхто там не бував, де се явір розвивав…», с. 43—44.
3. Ладканя. (Від Перемишля): (Коли брат княгині косу розплітає.). «Треба косу розплітати…», с. 45—46. (При вінкоплетинах.) «Є у лузі калина…», с. 46—47. (Сиротинськая). «Вийди, Маланойко молодейкая…», с. 47—48. (Від Стрия)"Просила Горпинонька своего батенька…", с. 48—49. (Сиротинськая.) «Княгині матнночка вперед бога стоїть…», с. 49. «Сіяла княгинонька долю…», с. 50. «Вода дуженьки забрала…, с. 50. „Просила княгинонька своего братечка. .“, с. 51. „Мовила, говорила ярая пшениця…“, с. 51—52. (Від Бережан.) (Коли на посаг садять): „Злетіли два ангели з неба…“, с. 52—53. (При вінкоплетинах): „Надлетіло тютєтко це, це, це…“, с. 53. (Міщанська — коли їдуть до молодої в неділю): (їдьмо, поїдьмо польом, болоньом…», с. 53—54. (При вінкоплетинах): «Вінку, мій вінку…», с. 54. (Від Коломиї). (З кінця весілля): «Лежєлі берви бервінкові…», с. 54—55. (Коли деревце убирають): «Колесом, колесом вгору сонце йде…», с. 55. (Коли отець княгині вінець наряжае): «Не папороть паде, отець вінок кладе…», с. 55—56. (Коли весілля відійде до князя, свахи співають): «Встаю я, скоро світ…», с. 56. (Коли перемітку наряжають): «Летіла біла пава…», с. 56—57. (Від Золочева) (Караваева). «Ой раю ж мій, раю…», с. 57. (В четвер при вінкоплетинах): «Попід садочок, попід вишневий зелений…», с. 57—58. (На предані): "Попід гай зелененький.. ", с. 58.

### Складання
Оригінальні твори упорядників складали другу частину — «Складання», куди ввійшли ліричні поезії М. Шашкевича («Згадка», «Погоня», «Розпука», «Веснівка», «Туга за милою», «Сумрак вечерний»), його ж оповідна казка «Олена», дві поеми («Мадей» та «Жулин і Калина») І. Вагилевича і наслідування народної пісні «Два віночки» Я. Головацького.

### Переводи
Третій розділ — «Переводи» — подав сербські народні пісні у перекладах М. Шашкевича і Я. Головацького та уривок із чеського «Краледвірського рукопису».

### Старина
В історико-літературному розділі «Старина» (з передмовою М. Шашкевича) опубліковані історичні та фольклорні твори, діловий документ та бібліографічну відомість про слов'янські й українські рукописи, що зберігаються в Онуфріївському василіанському монастирі Львова. Тут же — критична рецензія М. Шашкевича на етнографічну розвідку Й. Лозинського «Рускоє весілє».

## Реакція влади
Альманах «Русалка Дністровая» вийшов замість збірки «Зоря», приготованої 1834 року, але забороненої віденською цензурою (на основі думки церковної влади у Львові). Зокрема, цензором видання був Єрней Копітар, який визнав, що вона «гарна, вдатна, одушевлююча», але стояла на позиціях окремішності українського народу, що суперечило інтересам Австрії. Острігався пустити збірку, відіслав її до Львова, щоб інші брали на себе відповідальність за наслідки її виходу у світ.
Важливу роль — негативну — в долі видання зіграв ректор Львівської духовної семінарії, професор морального богослов'я університету Венедикт Левицький, який через останню посаду був цензором книг, театральних вистав Галичини. Він наказав конфіскувати весь наклад, який знайшли в скрині 1845 року. «Високим розпорядженням президії від 22 серпня 1845 …» було наказано знищити всі примірники, за винятком одного, який мав потрапити до університетської бібліотеки.
Альманах і його видавці зазнали переслідувань місцевих церковних та світських властей. Із 1000 надрукованих примірників «Русалки Дністрової» 100 потрапили до Львова, деяка кількість стала приватною власністю, зокрема, 200 — Георгія Петровича, 800 конфіскувала львівська поліція, більше 600 пішли до Відня на цензуру.

## Вплив та історія альманаху
Девізом книги стали слова Яна Коллара: «Не тоді, коли очі сумні, а коли руки дільні, розцвітає надія». Своїм поворотом до народної мови й уведеним її упорядниками правописом «Русалка Дністровая» мала великий вплив на українське національне відродження і на розвиток української літератури в Галичині. За словами І. Франка, збірка «була свого часу явищем наскрізь революційним». «Русалка Дністровая» була передрукована 1910-го року в Тернополі й офсетом у Києві (1950, з вступною статтею Олександра Білецького) та у Філадельфії (1961).
У 2017 році на державному рівні в Україні відзначався ювілей — 180 років з часу виходу першого західноукраїнського альманаху «Русалка Дністровая», підготовленого діячами літературного гуртка «Руська трійця»1837).

## Правопис
Правопис «Русалки Дністрової» — перша фонетична система правопису для української мови на основі адаптованого алфавіту, вжита «Руською трійцею» в альманасі «Русалка Днѣстровая». Вживання фонетичного принципу орфографії мотивувалося в передмові Маркія Шашкевича тим, що «знати нам конче, яке теперѣшному язикови истинноє лице; за-для-того держалисмо-ся правила: „пиши як чуєшь, а читай як видишь“».
Орфографія «Русалки Дністрової» не прищепилася в Галичині, але стала основою для пізніших систем українського фонетичного письма і, зрештою, сучасної української абетки.

## Перевидання
Русалка дністровая. Вдруге видана з нагоди столітніх уродин Маркіяна Шашкевича. (З портретом і подобизною письма
поета). Тернополь, накладом тернопільського товариства «Інститут жіночий ім. княгині Ярославни», 1910, 4, XXX, 96 с. (Ювілейна б-ка, т. 1). З вступної статті:
| «Русалку дністровую» перепечатуємо після 1-го видання, не зміняючи й правописі. Пропускаємо лише відбитку грамоти пана старости Ленка Завдечовського, а додаємо три автографи Маркіяна: початок «Оленя», переписаного Шашкевичем в 1832—33 pp., частину найгарнішого «Псальма Русланового», з часів найбільшої творчості поета, та кінець листа з підписом Маркіяна, написаного за рік перед смертю поета. |
Русалка дністровая. (Фотокопія з видання 1937 p.). Вступ. Стаття О. І. Білецького. K., Держлітвидав, 1950. 28, XX, 133, II с.
У 2013 вийшов друком перший випуск сучасного альманаху «Русалка Дністровая», який, як зазначається у передмові, започатковує своєрідний літопис Наддністрянської України і приймає до своїх рук естафету видання «Руської трійці». Задум новітньої «Русалки Дністрової» належить Вінницькій організації НСПУ і підтриманий радою єврорегіону «Дністер». У виданні, що позначено, як літературно-краєзнавчий збірник, містяться наукові, краєзнавчі, культурологічні праці та художні твори близько 60 авторів Вінниччини та Молдови, у тому числі з Придністров'ям.